# نورثروپ گرامن بی-۲۱ ریدر
نورثروپ گرامن بی-۲۱ ریدر (انگلیسی: Northrop Grumman B-21 Raider) بمب‌افکن راهبردی آمریکایی است که توسط نورثروپ گرامن برای نیروی هوایی ایالات متحده آمریکا در دست توسعه است. این هواگرد به‌عنوان بخشی از برنامهٔ بمب‌افکن ضربتی دوربرد (LSR-B)، قرار است که یک بمب‌افکن رادارگریز دوربرد بین قاره‌ای راهبردی برای استفاده توسط نیروی هوایی ایالات متحده باشد که قادر به حمل تسلیحات گرماهسته‌ای و متعارف است.
تا سال ۲۰۲۲، قرار بوده است که بمب‌افکن بی-۲۱ تا سال ۲۰۲۶ یا ۲۰۲۷ وارد خدمت شود. قرار است که این بمب‌افکن تکمیل‌کنندهٔ بمب‌افکن‌های راکول بی-۱ لنسر، نورثروپ گرومن بی-۲ اسپیریت و بوئینگ بی-۵۲ استراتوفورترس نیروی هوایی ایالات متحده باشد و در نهایت جایگزین آن‌ها شود.

## توسعه
درخواستی برای ارائهٔ پیشنهادها به‌منظور توسعهٔ این هواگرد در ژوئیهٔ ۲۰۱۴ صادر شد. قرارداد توسعه در اکتبر ۲۰۱۵ با شرکت نورثروپ گرامن منعقد شد. در یک گزارش رسانه‌ای در این مورد آمده است که نیروی هوایی خواستار این بوده‌است که این بمب‌افکن قابلیت عملکرد به‌عنوان یک سکوی جمع‌آوری اطلاعات، مدیریت‌کنندهٔ نبرد و هواگرد رهگیر را نیز داشته‌باشد.

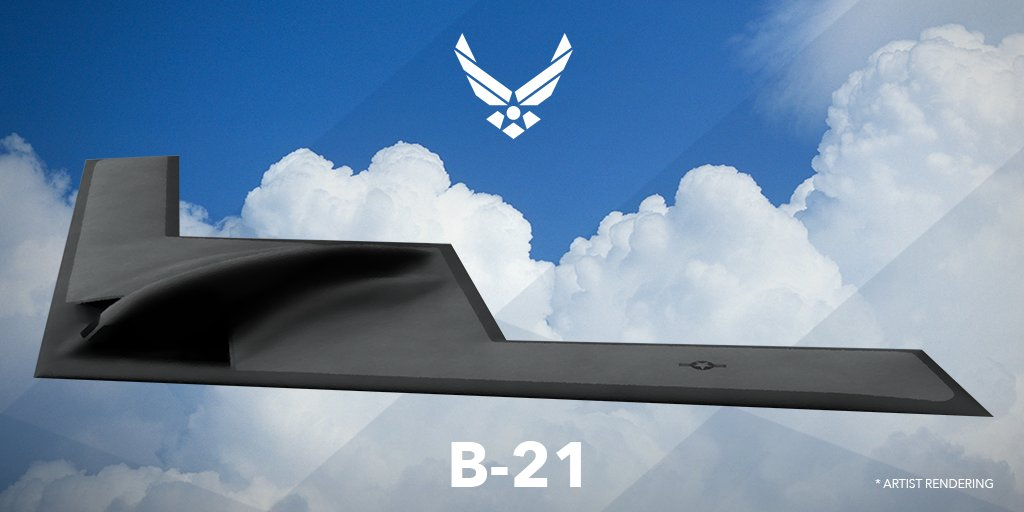
رندر هنری از بی-۲۱، فوریهٔ ۲۰۱۶

در سمپوزیوم جنگاوری هوایی ۲۰۱۶, مقامات نیروی هوایی اعلام کردند که برای برنامهٔ ال‌آراس-بی به‌طور رسمی با نام «بی-۲۱» نام‌گذاری خواهد شد؛ چرا که هواگرد توسعه‌یافته در این برنامه نخستین بمب‌افکن سدهٔ ۲۱ میلادی خواهد بود. دبورا لی جیمز، وزیر وقت نیروی هوایی گفت که بی-۲۱ یک سکوی حملهٔ دقیق جهانی نسل ششمی با قابلیت عکسبرداری با حسگر شبکه‌ای خواهد بود. فرماندهٔ فرماندهی ضربت جهانی نیروی هوایی نیز گفت که انتظار دارد در این سازمان در ابتدا سفارش ساخت ۱۰ فروند بی-۲۱ را بدهد و متعاقباً یک ناوگان کامل متشکل از ۱۷۵ تا ۲۰۰ فروند از این بمب‌افکن ساخته شود. دو پژوهش انجام‌شده توسط نیروی هوایی نشان داده‌اند که نیروی هوایی می‌تواند سفارش اولیهٔ خود برای ۸۰ تا ۱۰۰ فروند را به ۱۴۵ فروند افزایش دهد.  انتظار می‌رفت که قابلیت عملیاتی اولیهٔ (IOC) این بمب‌افکن تا سال ۲۰۳۰ قابل دستیابی باشد.
در مارس ۲۰۱۶، نیروی هوایی ایالات نام سه تأمین‌کنندهٔ سطح اول این برنامه را اعلام کرد: پرت اند ویتنی، بی‌ای‌ئی سیستمز، اسپیریت ائروسیستمز، اوربیتال ای‌تی‌کی،  راکول کالینز، جی‌کی‌ان ائروسیستمز و صنایع جانیکی.
کریس باگدان، مدیر برنامهٔ اف-۳۵ گفته‌است که موتورهای بی-۲۱ به‌اندازه‌ای مشابه موتور پرت اند ویتنی اف۱۳۵ هواگرد اف-۳۵ خواهند بود که که باعث کاهش هزینه‌های ساخت آن شوند.
بی-۲۱ با معماری سامانه‌های باز طراحی خواهد شد.
در آوریل ۲۰۱۶، گزارش شد که فرماندهی ضربت جهانی نیروی هوایی ایالات متحده انتظار دارد که تعداد بمب‌افکن‌های مورد نیاز به دست کم ۱۰۰ فروند بی-۲۱ افزایش یابد.
در ژوئیهٔ ۲۰۱۶، نیروی هوایی اعلام کرد که هزینهٔ تخمینی قرارداد بی-۲۱ نورثروپ گرامن را منتشر نخواهد کرد و مدعی شد که این رقم می‌تواند می‌تواند به برملا شدن اطلاعات زیادی در مورد این پروژهٔ طبقه‌بندی‌شده نزد دشمنان بالقوه منجر شود. کمیتهٔ خدمات نیروهای مسلح مجلس سنای ایالات متحده نیز به عدم انتشار عمومی هزینه‌های این برنامه رأی داد و پیرو اعتراض یک گروه دوحزبی از قانون‌گذاران به رهبری جان مک‌کین از آریزونا، رئیس کمیته، دسترسی به این اطلاعات را به کمیته‌های دفاعی کنگره محدود کرد. نسخهٔ پیشنهادی مک‌کین از قانون مجوز دفاع ملی برای سال مالی ۲۰۱۷ «به‌دلیل ارزش پایین‌تر از حد انتظار قرارداد» منجر به کاهش هزینهٔ مجاز برنامهٔ بی-۲۱ به ۳۰۲ میلیون دلار می‌شد و همزمان الزامی برای «خط پایهٔ دقیق برنامه و آستانه‌های کنترل هزینه»، «ارائهٔ سه‌ماههٔ گزارش عملکرد برنامه»، و «فاش‌سازی ارزش کل قرارداد مهندسی و توسعهٔ ساخت» ایجاد می‌کرد.

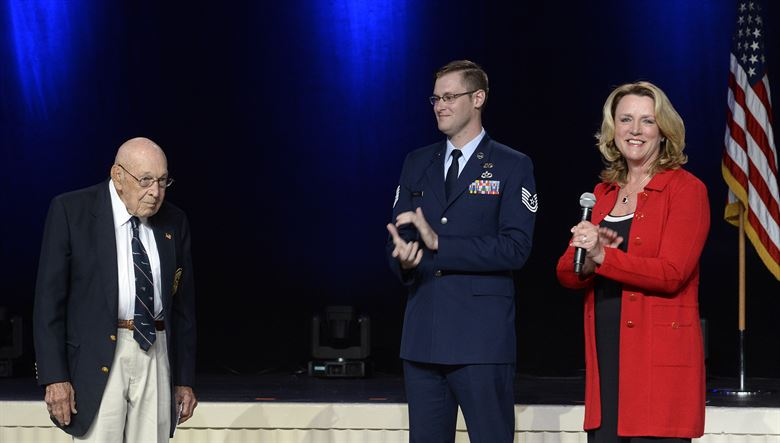
ریچارد ای. کول (چپ)، آخرین مهاجم دولیتل در قید حیات، در حال اعلام نام بی-۲۱ به‌همراه دبورا لی جیمز، وزیر نیروی هوایی (راست) طی کنفرانس انجمن نیروی هوایی در ۱۹ سپتامبر ۲۰۱۹.

در ۱۹ سپتامبر ۲۰۱۶، مقامات نیروی هوایی اعلام کردند که به‌افتخار مهاجمان دولیتل، نام «رِیدِر» برای بمب‌افکن بی-۲۱ انتخاب خواهد شد. سرهنگ دوم ریچارد ای. کول، آخرین بازمانده از میان مهاجمان دولیتل، در این مراسم نام‌گذاری که در کنفرانس انجمن نیروی هوایی برگزار شد، حضور داشت.
دیوان محاسبات دولت (GAO) در ۲۵ اکتبر ۲۰۱۶ گزارشی را منتشر کرد که از تصمیم نیروی هوایی برای اعطای قرارداد ال‌آراس-بی نورثروپ گرامن حمایت می‌کرد. دیوان محاسبات آشکار کرد که مبنای تصمیم‌گیری برای انتخاب نورثروپ گرامن به‌جای تیم بوئینگ-لاکهید مارتین، هزینهٔ برنامه بوده است.
نیروی هوایی ایالات متحده همچنین برای اکتساب یک جنگندهٔ دوربرد، که با نام «ضد هوایی نفوذی» شناخته می‌شود، و بمب‌افکن بی-۲۱ را تا اعماق قلمروی دشمن اسکورت خواهد کرد و به گذر آن از تجهیزات دفاع هوایی دشمن کمک خواهد کرد، برنامه‌ریزی کرده‌است.
بازبینی انتقادی طراحی این برنامه در دسامبر ۲۰۱۸ به پایان رسید.
انتظار می‌رفت که مونتاژ نهایی بی-۲۱ در کارخانه ۴۲ نیروی هوایی در نزدیکی پام دیل، کالیفرنیا انجام شود؛ تأسیساتی که نورثروپ گرامن در دهه‌های ۱۹۸۰ و ۱۹۹۰ نیز برای ساخت بمب‌افکن‌های بی-۲ از آن استفاده کرد. برای تکمیل تأسیسات بزرگ روکش هواگرد در سال ۲۰۱۹، مبلغ ۳۵٫۸ میلیون دلار دیگر نیز به قرارداد منعقد شده با نورثروپ گرامن افزوده شده. روزنامه‌نگارانی که از کارخانهٔ ۴۲ بازدید کرده‌اند گزارش داده‌اند که «هرچند نورثروپ مشخص نکرده‌بود که قصد ساخت بی-۲۱ در آن مکان را دارد، اما تمامی مقامات فقط چشمک می‌زدند و سرشان را تکان می‌دادند». از آنجا که این برنامه یک برنامهٔ طبقه‌بندی‌شده است، مقامات اطلاعات بسیار کمی را در مورد آن منتشر کرده‌اند. تا تابستان ۲۰۱۹ این‌طور گزارش شده‌بود که نخستین فروند از این هواگرد در دست ساخت است. در اوایل سال ۲۰۲۱، چندین خبرگزاری گزارش دادند که با نزدیک شدن به تکمیل ساخت نخستین فروند از بمب‌افکن بی-۲۱، ساخت دومین فروند آن آغاز شده است.

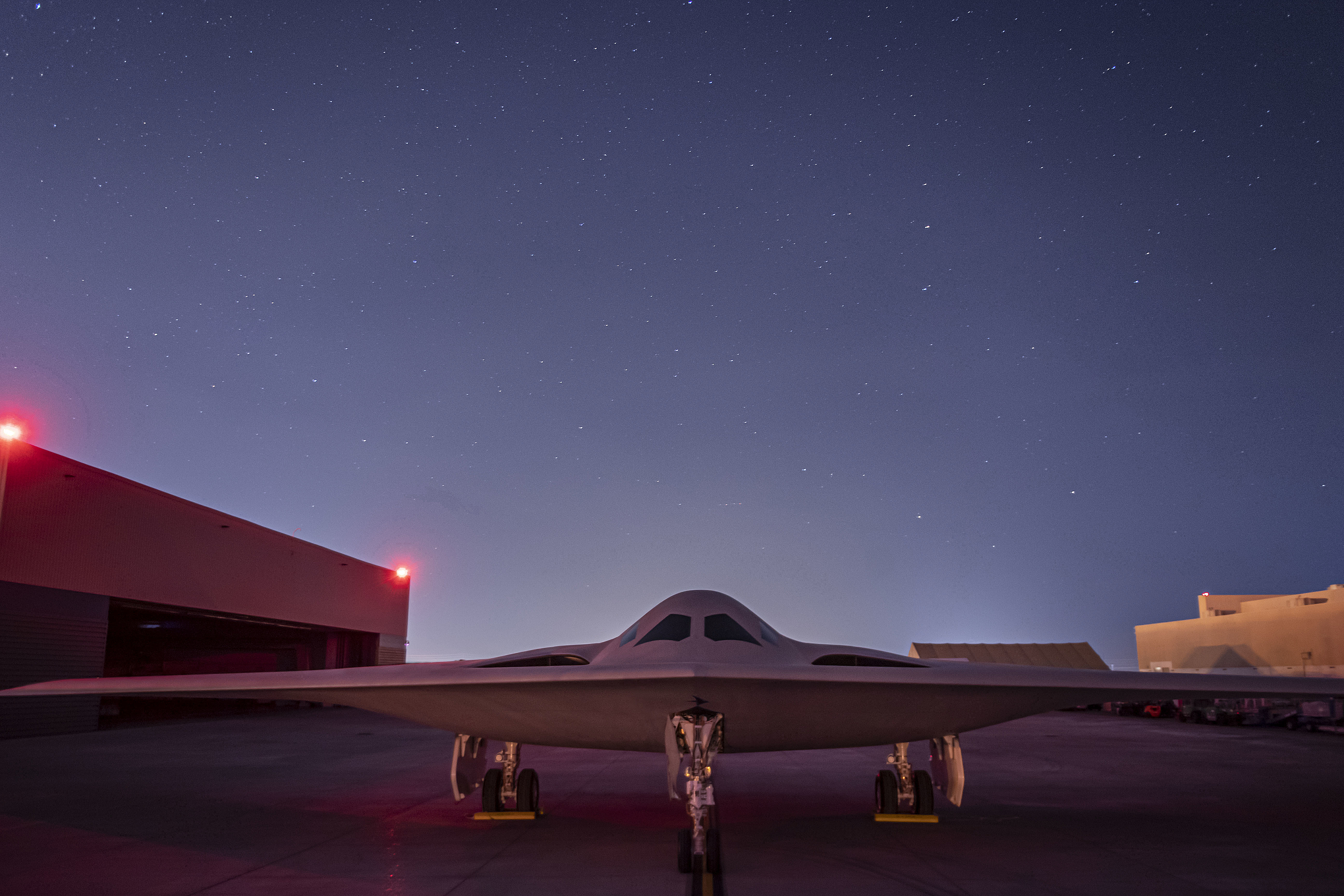
نخستین فروند از بی-۲۱ در کارخانهٔ ۴۲ نورثروپ در پام‌دیل، کالیفرنیا، ۲۹ نوامبر ۲۰۲۲.

هماهنگی‌های تعمیرات و نگهداری بی-۲۱ توسط پایگاه نیروی هوایی تینکر در اوکلاهما انجام خواهد شد و پایگاه نیروی هوایی ادواردز در کالیفرنیا رهبری آزمایش‌های و ارزیابی‌ها را بر عهده خواهد داشت. انتظار می‌رود که فعالیت بی-۲۱ از پایگاه‌هایی که اکنون میزبان بمب‌افکن‌های سنگین هستند، نظیر پایگاه نیروی هوایی دیس در تگزاس؛ پایگاه نیروی هوایی الزورت در داکوتای جنوبی؛ و پایگاه هوایی وایت‌من در میزوری انجام شود. در ۲۷ مارس ۲۰۱۹، پایگاه الزورت به‌عنوان پایگاه میزبان نخستین واحد عملیاتی بی-۲۱ و نخستین واحد آموزشی آن انتخاب شد.
در ۳۱ ژانویهٔ ۲۰۲۰، مقامات نیروی هوایی تصاویر جدیدی از بی-۲۱ را منتشر کردند که چهرهٔ متمایز و ورودی‌های یکپارچهٔ آن را به‌همراه طراحی دوچرخی ارابهٔ فرود اصلی را نشان می‌دادند. این تصاویر نشانگر هواگردی کوچک‌تر و سبک‌تر در مقایسه با بمب‌افکن بی-۲ بودند.
در یکی از جلسه‌های استماع کنگره در ۸ ژوئن ۲۰۲۱، دارلین کاستلو، دستیار وزیر اکتساب، فناوری و لجستیک نیروی هوایی، فاش کرد که دو فروند اول از بمب‌افکن بی-۲۱ در خط تولید کارخانهٔ ۴۲ در پام‌دیل، کالیفرنیا در دست ساخت هستند.
تا فوریهٔ ۲۰۲۲، شش فروند بی-۲۱ در حال ساخت بوده‌اند. یک ماه پس از آن نیز نخستین فروند از بی-۲۱ به یک مرکز کالیبراسیون منتقل شد.
در مارس ۲۰۲۲، فرانک کندال سوم، وزیر نیروی هوایی ایالات متحده این احتمال را مطرح کرد که یک پهپاد بمب‌افکن در کنار این بمب‌افکن ساخته شود، اما به‌نظر می‌رسد که به‌دلیل عدم صرفه‌جویی قابل توجه برای تبدیل چنین پلتفرم بزرگی به یک پلتفرم بدون سرنشین، این ایده کنار گذاشته شده است.
در مهٔ ۲۰۲۲، نیروی هوایی ایالات متحده اعلام کرد که انتظار دارد نخستین پرواز بی-۲۱ در سال ۲۰۲۳ انجام شود. در سپتامبر ۲۰۲۲، نیروی هوایی اعلام کرد که بمب‌افکن بی-۲۱ در اوایل دسامبر ۲۰۲۲ در پام‌دیل، کالیفرنیا رونمایی خواهد شد. این بمب‌افکن در ابتدا در مراسمی که در ۲ دسامبر ۲۰۲۲ در تأسیسات تولیدی نورثروپ گرامن در پام‌دیل کالیفرنیا برگزار شد، برای عموم به نمایش درآمد. طبق گفتهٔ کتی واردن، مدیر عامل نورثروپ، به‌منظور تسهیل به‌روزرسانی، و احتمالاً قابلیت صادر کردن قطعات به خریداران خارجی، بمب‌افکن بی-۲۱ با یک معماری باز و ماژولار طراحی شده‌است.
نخستین پرواز بی-۲۱ ریدر در تاریخ ۱۰ نوامبر ۲۰۲۳ انجام شد.

### توسعه‌های مرتبط
- نورثروپ گرومن بی-۲ اسپیریت

### هواگردها با نقش، پیکربندی و دوران مشابه
- توپولوف پک دا
- شیان اچ-۲۰